# Olaf Heukrodt
Olaf Heukrodt (Magdeburgo, 23 gennaio 1962) è un ex canoista tedesco.
Alle olimpiadi di Mosca 1980 ha vinto un argento nel C2 1000 m e un bronzo nel C1 500 m. A Seul 1988 ha vinto un oro nel C1 500 m e un argento nel C2 1000 m. A Barcellona 1992 è arrivato terzo nel C1 500 m.

## Palmarès
- Olimpiadi
  - Mosca 1980: argento nel C2 1000 m e bronzo nel C1 500 m.
  - Seul 1988: oro nel C1 500 m e argento nel C2 1000 m.
  - Barcellona 1992: bronzo nel C1 500 m.

- Mondiali
  - 1981: oro nel C1 500 m e argento nel C1 1000 m.
  - 1982: oro nel C1 500 m.
  - 1983: argento nel C2 1000 m.
  - 1985: oro nel C1 500 m e C2 1000 m.
  - 1986: oro nel C1 500 m.
  - 1987: oro nel C1 500 m e C1 1000 m.
  - 1989: argento nel C1 500 m.
  - 1991: argento nel C4 1000 m e bronzo nel C1 500 m.